# Ai due lati del muro
Ai due lati del muro è un romanzo di fantascienza in chiave cyberpunk di Francesco Grasso, pubblicato nel 1992 e vincitore del Premio Urania 1991.

## Storia editoriale
Il romanzo, il primo dell'autore, vinse la terza edizione del Premio Urania (1991) e fu pubblicato il 4 ottobre 1992 da Arnoldo Mondadori Editore nel fascicolo n. 1189 di Urania con copertina di Oscar Chichoni e Karel Thole.

## Trama
Il quarantaduenne ingegnere Giulio Damiani si risveglia in una cella che crede di Alcatraz, privo di ricordi su eventuali reati da lui commessi.
Scopre presto che il carcere è una simulazione in realtà virtuale finalizzata alla «rieducazione» dei detenuti: chi evade riconquista la libertà, chi fallisce subisce un reset mnemonico.
Damiani riesce a fuggire ma si imbatte in un'Europa devastata da una guerra economica a bassa intensità, divisa da un nuovo Muro che separa zone corporative concorrenti. 
Lungo la fuga incontra Lena, ex prigioniera di cui non riesce a stabilire l'effettiva identità; affronta il tenente Kester, ufficiale del complesso carcerario, e il professor Engel, ideatore del programma di controllo. Il confine fra simulazione e realtà resta ambiguo fino all'ultimo capitolo, dove Damiani deve decidere se oltrepassare la frontiera o restare nel sistema.

## Personaggi
Giulio Damiani
Ingegnere elettronico condannato senza memoria dei propri reati.
Lena
Compagna di prigionia che collabora all'evasione.
Tenente Kester
Ufficiale addetto alla sorveglianza del carcere simulato.
Professor Engel
Responsabile scientifico della realtà virtuale rieducativa.

## Critica
Il romanzo, opera di avvio della carriera di Grasso, è stato citato come uno dei primi casi di cyberpunk italiano, per la fusione fra carcere virtuale e scenario post-guerra fredda.
Filippo Radogna, intervistando l'autore, evidenzia la riflessione etica sul confine tra punizione e manipolazione mentale.

## Riconoscimenti
- Premio Urania, 3ª edizione (1991).[2]

## Edizioni
- Ai due lati del muro, collana Urania, n. 1189, Milano, Arnoldo Mondadori Editore, 1992.